# Kaiserin Elisabeth-Wöchnerinnenheim

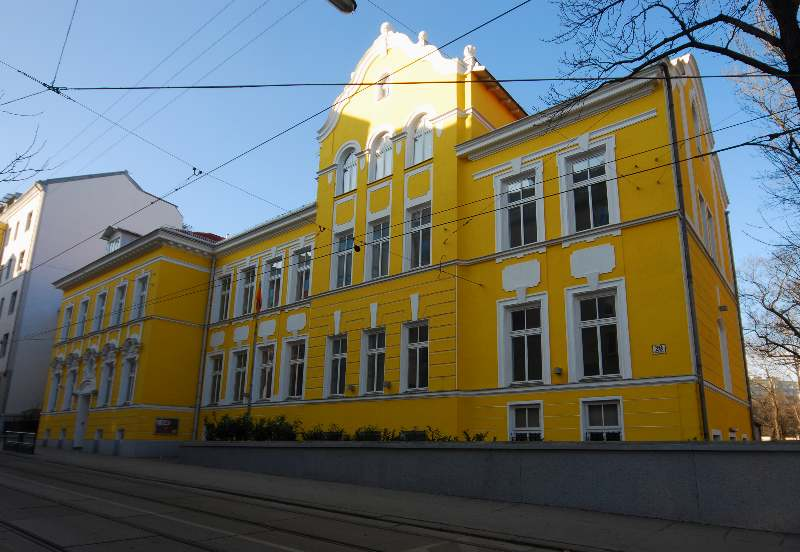
Ehemaliges Kaiserin Elisabeth-Wöchnerinnenheim, 2008

Das Kaiserin Elisabeth-Wöchnerinnenheim des Vereines Lucina (Wien) war ein privates Entbindungsheim. Es befand sich in der Knöllgasse 22–24 (ident Davidgasse 101–103) im 10. Wiener Gemeindebezirk Favoriten. Neben der Funktion als Gebäranstalt wurden hier auch Wochenbettpflegerinnen ausgebildet.
Namensgeber für das Haus ist Elisabeth von Österreich-Ungarn.

## Geschichte
Das Kaiserin Elisabeth-Wöchnerinnenheim wurde zwischen 1899 und 1901 von dem Architekten Jakob Gartner als zweigeschoßiger, späthistoristischen Komplex mit barockisierenden Formen errichtet.
In dem 1901 vom Verein Lucina eröffneten Wöchnerinnenheim wurden bedürftige Ehefrauen – unabhängig von ihrer Religion – vor ihrer Niederkunft unentgeltlich aufgenommen und während des Wochenbetts verpflegt. Um hier aufgenommen zu werden, war eine Voranmeldung notwendig. Falls es aus medizinischer Sicht notwendig war, wurden die werdenden Mütter von zu Hause abgeholt.
1908 wurde die Kapazität des Wöchnerinnenheims durch einen Zubau von 22 auf 40 Betten erhöht. Das Heim verfügte danach unter anderem über zwei Kreißzimmer und einen Operationssaal. Gegen Ende der 1920er Jahre verfügte das Heim bereits 70 Betten für die werdenden Mütter und die Wöchnerinnen.
Noch vor der Inbetriebnahme des Erweiterungsbaus kam es hier zu ungefähr 800 Geburten jährlich, wobei es immer wieder zu Überbelegungen kam.
Während der Zeit der nationalsozialistischen Herrschaft in Österreich wurde das Wöchnerinnenheim dem nahe gelegenen Kaiser-Franz-Josef-Spital angeschlossen.
Die Statuten des Vereins „Lucina“ sahen für das Heim auch die Funktion einer Ausbildungsstätte für Wochenbettpflegerinnen vor. Zunächst wurden die Schülerinnen drei Monate theoretisch ausgebildet, danach folgte die praktische Ausbildung. Nach zweijähriger Verwendung erhielten die Wochenbettpflegerinnen ein Zeugnis.
In seinem Buch „Wiener Krankenanstalten“ bewertet Eugen Hofmokl den Umstand, dass die werdenden Mütter nicht – so wie beispielsweise im Gebärhaus – als Unterrichtsobjekte benutzt wurden, ebenso als Positivum des Heims wie die Möglichkeit der Entbindung in eigenen Zimmern anstatt im Kreißsaal.
In der Zeitung Neues Wiener Tagblatt veröffentlichte der Sozialreporter Max Winter unter dem Titel „Ein Besuch im Wöchnerinnenheim“ einen Bericht über das Leben der hier gebärenden Mütter und das Kaiserin Elisabeth-Wöchnerinnenheim.
Prominente hier geborene Wiener sind der am 11. Dezember 1907 geborene Schriftsteller Walter Lindenbaum und die am 19. Oktober 1911 geborene Schriftstellerin und Journalistin Hilde Spiel.

### Nutzung im 20. Jahrhundert
Da sich in den 1950er Jahren immer mehr werdende Mütter für eine Geburt in einem Krankenhaus entschieden, wurde das Gebäude 1958 in eine dem Kaiser Franz Joseph-Spital angeschlossene Krankenpflegeschule mit 110 Ausbildungsplätzen umgestaltet.
Nachdem das ehemalige Wöchnerinnenheim 2005 verkauft worden war, wurde hier 2007 ein Privatgymnasium mit Öffentlichkeitsrecht eröffnet.